# 李国柱
李国柱（1906年10月—1930年12月31日），云南巧家人，中国共产党党员。他在云南建立了第一个宣传马列主义的革命团体，也是该省的第一名共产党员。1930年被捕，同年被国民政府处死。

## 生平
1906年10月，李国柱出生于云南巧家县的一个贫困的手工业家庭。父亲叫李选斌，母亲罗氏，李国柱是李罗二人三个孩子中最大的一个。1913年，李国柱进入小学读书。1920年进入云南省立第一中学就读，期间接受了许多新思想，毕业后留任该校图书馆管理员。
留校后，李国柱在省立第一中学秘密组织了旨在“唤醒云南青年”的云南青年努力会。五卅惨案发生后，李国柱在云南发起串联，组织云南学生沪潮后援会支持上海工人。1925年8月，李国柱加入中国共青团，次年加入中国共产党，成为云南省第一个加入该党派的人员。此后由于被唐继尧通缉，被迫离开云南到上海，后又被转送莫斯科中山大学学习。
1928年，李国柱回到云南，次年被选为省临委委员、共青团云南省委书记。此后云南形势对中国共产党而言愈发险恶，李国柱一边写诗一边协助中国共产党恢复党组织。1929年秋，与吴澄结为夫妻。由于在当地中国共产党组织被严重破坏的情况下继续与吴澄留守昆明，于1930年12月被捕。在监狱里被龙云质问“马克思主义有点什么好处”，答“你们这些军阀，同你说什么是马克思主义你也不懂得，你把我杀了就是”。12月31日同吴澄、王德三、张经辰一同被处死，死后被追认为烈士。